# Hedersdoktor

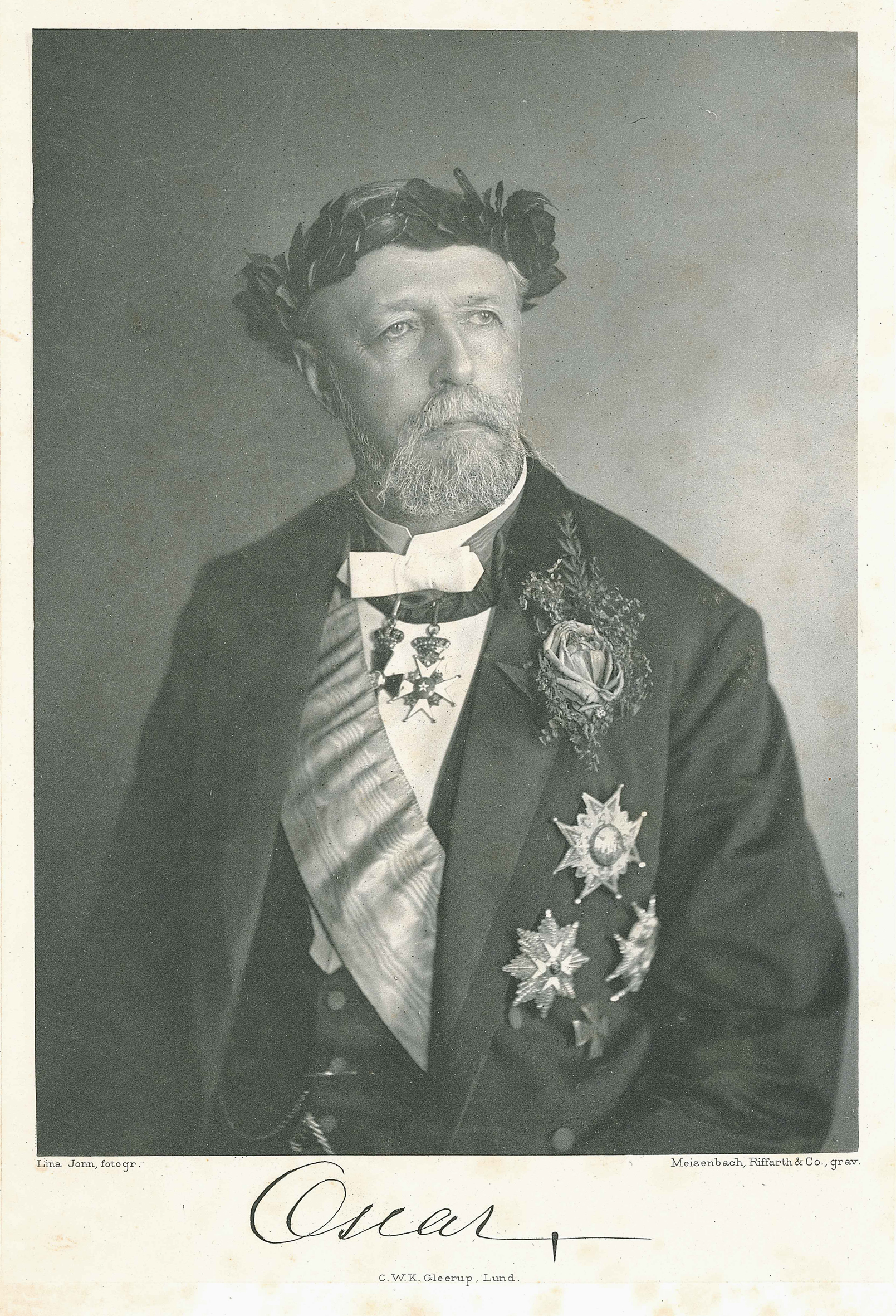
Kung Oscar II som hedersdoktor vid Lunds universitet.

Hedersdoktor, dr h.c. (latin: doctor honoris causa) är en hederstitel som delas ut av en fakultet vid ett universitet enbart som en utmärkelse, alltså utan att denne har avlagt doktorsexamen eller erövrat doktorsgraden vid det aktuella universitetet. Vid vissa universitet gäller att hedersdoktorn antingen utanför det akademiska examinationssystemet ska ha utfört motsvarande prestationer eller ha utfört en för den vetenskapliga forskningen annars synnerligen gagnande gärning. De flesta hedersdoktorer är antingen forskare inom ett annat område som en fakultet som ett tvärvetenskapligt erkännande vill belöna,  eller forskarkolleger som man såsom en markering av till exempel sina internationella kontakter vill knyta till sin arbetsgemenskap. I vissa fall handlar det om att ge akademiskt erkännande åt amatörforskare. Även populära kulturpersonligheter, till exempel musiker, författare och journalister, kan kallas till hedersdoktorer. 
Titel förlänas genom deltagande i universitets promotion.
Förled till förkortning av doktorstiteln beror på vid vilken fakultet personen blir doktor, till exempel fil.dr h.c. för hedersdoktor vid filosofisk fakultet. I dagligt bruk används inte efterledet h.c. För utländskt hedersdoktorat används utländska benämningar, Ph.D. h.c. (för brittiska och amerikanska doktorat) och D.Phil. h.c. för övriga utländska hedersdoktorat.
Förr har universiteten även utdelat hederstitlar på kandidat- och licentiatnivå, något som inte alls förekommer idag.